# 아홉 이야기
《아홉 이야기》는 대한민국의 트로트 가수 나훈아의 9집 정규 음반이다. 소속사 예아라 윤중민 대표는 “반갑지 않은 손님 코로나19가 온 세상을 휘젓고 가까운 사람마저 선뜻 손 내밀지 못하게 하는 삭막한 세상을 만들고 있다. 하지만 우리의 마음까지는 다치게 내어 줄 수 없다”며 이번 앨범 발매 의의를 전했다. 그래서 한 곡 한 곡에 따뜻한 이야기와 삶의 해학을 담아 많은 이들이 마음이 따뜻해져 다시 한번 힘내길 바란다는 마음을 담은 새 음반이다.
대표곡은 바로 〈테스형!〉이다.

## 수록곡
모든 곡들은 특별한 언급이 없는 한 나훈아에 의해 작사/작곡하였다.
| #  | 제목                       | 작사   | 작곡   | 재생 시간 |
| -- | -------------------------- | ------ | ------ | --------- |
| 1. | 〈내게 애인이 생겼어요〉   |        |        | 3:39      |
| 2. | 〈명자!〉                  |        |        | 3:55      |
| 3. | 〈테스형!〉                |        |        | 4:39      |
| 4. | 〈딱 한번 인생〉           |        |        | 3:48      |
| 5. | 〈웬수〉                   |        |        | 3:08      |
| 6. | 〈감사〉                   | 김명호 | 장욱조 | 3:45      |
| 7. | 〈어느 60대 노부부이야기〉 | 김목경 | 김목경 | 4:16      |
| 8. | 〈모란동백〉               | 이제하 | 이제하 | 3:50      |
| 9. | 〈엄니〉                   |        |        | 3:17      |